# Grazac (Tarn)
Grazac település Franciaországban, Tarn megyében. Lakosainak száma 641 fő (2022. január 1.). Grazac Salvagnac, Mézens, Montgaillard, Montvalen, Rabastens, Roquemaure és Tauriac községekkel határos.

## Népesség
A település népességének változása:
| Lakosok száma | 549  | 593  | 613  | 604  | 611  | 618  | 625  | 634  | 641  |
|               | 2013 | 2015 | 2016 | 2017 | 2018 | 2019 | 2020 | 2021 | 2022 |